# 여상훈
여상훈(呂相薰, 1956년)은 대한민국의 법관이다. 제10대 의정부지방법원장과 제38대 서울가정법원장을 역임하고 서울고등법원 부장판사로 재직 중이다. 법원 내 불교신자 모임인 서초반야회 회장을 맡고 있다.

## 생애
1956년 경상북도 성주군에서 태어난 여상훈은 경북고등학교와 서울대학교 법학과를 졸업하고 1981년 제23회 사법시험에 합격해 제13기 사법연수원과 군 법무관을 마치고 1983년 9월 서울지방법원 남부지원 판사에 임용되었다. 
이후 1987년 9월에 춘천지방법원 원주지원, 1990년 3월에 서울지방법원 동부지원, 1994년 3월에 서울고등법원, 1996년 3월에 서울지방법으로 전보되어 판사로 재직하다가 1997년 3월부터 1년동안 대법원 재판연구관으로 재직하다가 퇴직하여 법무법인 율촌에서 변호사를 하였다.
법무법인 율촌에서 3년동안 변호사를 하다가 2001년 2월에 법관으로 복직하여 대구지방법원, 2004년 2월에 수원지방법원, 2006년 2월에 의정부지방법원, 2008년 2월에대전고등법원, 2009년에서울고등법원으로 전보되어 부장판사를 하였으며 의정부지방법원과 대전고등법원에서는 수석부장판사를 겸하였다. 서울고등법원 부장판사로 재직하던 2013년 5월에 양형위원회 위원으로 선출되어 제3기와 제4기에서 위원으로 활동하다가 2013년 11월에 서울고등법원 수석부장판사가 되었다.
2014년 2월에 법원장으로 승진하여 의정부지방법원과 서울가정법원에서 법원장으로 재직하다가 2017년 2월에 서울고등법원 부장판사로 재판에 복귀하였다.
서울중앙지방법원 부장판사로 재직하면서 수사기관의 부당한 긴급구속에 대해 국가가 위자료를 지급할 것을 명령하였고, 서울고등법원 부장판사 재직할 때는 언론전담재판부를 담당해 멜라민 분유 보도, 미디어법 보고서 통계조작 보도, 문화일보의 신정아 보도, 청산가리 살해범 허위보도 등 언론보도와 관련한 재판을 하였다.